# 黄河清 (自然现象)

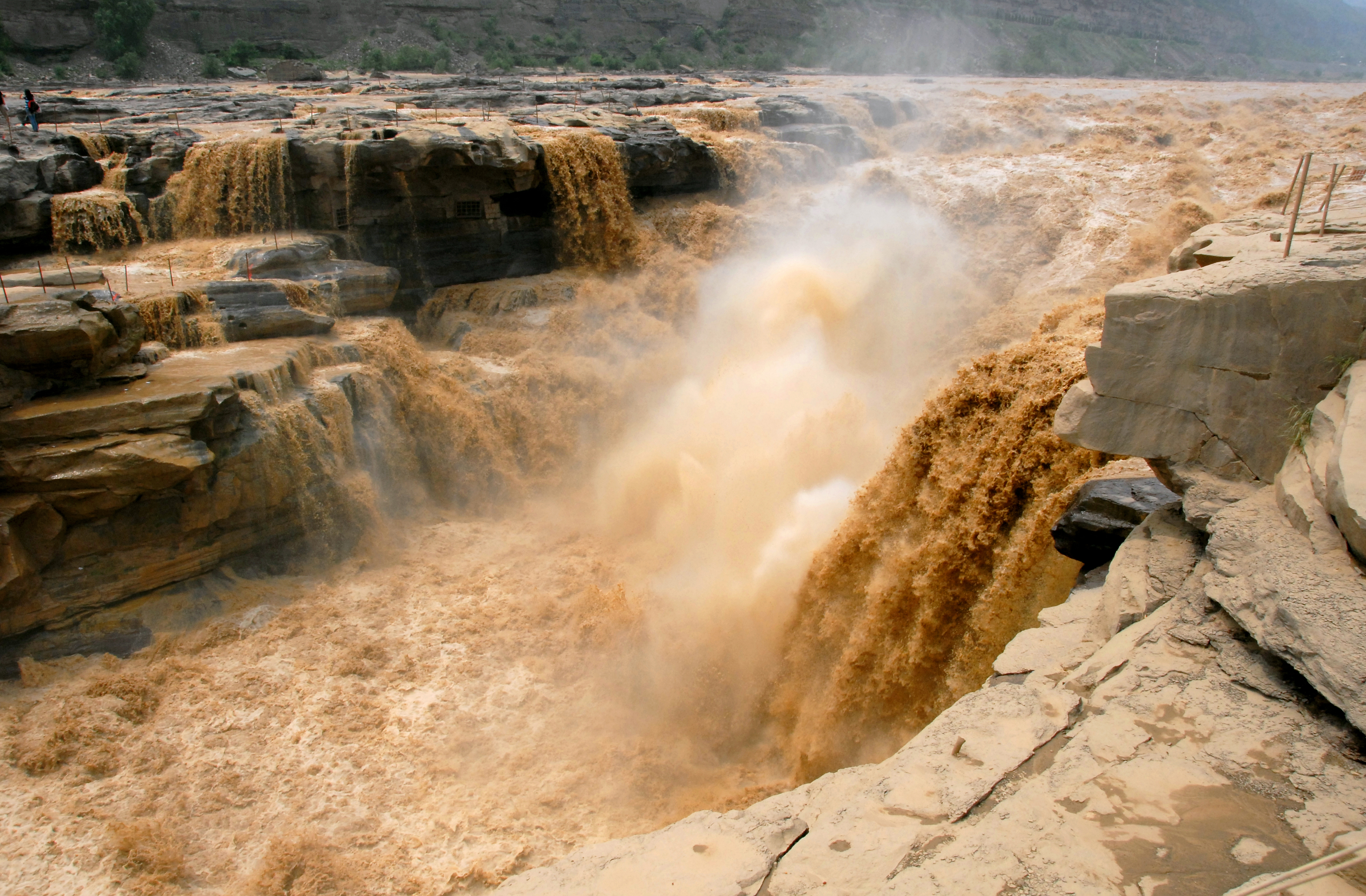
黄河壶口瀑布

黄河清是指黄河中下游河水变得清澈的现象。黄河在流经黄土高原时，会带走大量泥沙，因此黄河中下游的河水呈现浑浊的黄色。相比之下，黄河水变得清澈的情况极为罕见。古代中国人认为黄河清是瑞徵，有“圣人出而黄河清”的政治神学。黄河的治理和古代统治者的合法性息息相关。
2000年以后，黄河河水含沙量有显著减少，非汛期黄河80%的河段河水都是清澈的。一方面是因修建了小浪底水库等水利工程，另一方面是因对黄土高原进行了水土治理，使流入黄河的泥沙减少。

## 相关事件
宋徽宗时代曾出现三次黄河清的现象，但北宋不久之后就被入侵的金国灭亡，宋徽宗也成为金国的俘虏。
中华人民共和国成立后，第一届全国人民代表大会二次会议在报告中提到古语“圣人出而黄河清”，黄河治理工程随之上升到政治层面。为追求“黄河清”，三门峡水电站工程上马。三门峡水电站有阻拦黄河河水中泥沙的功能。不过，三门峡水电站开始运行后却造成上游的生态灾难，最后不得不放弃蓄水拦沙。